# Восход (Новокубанский район)
Восход — посёлок в Новокубанском районе Краснодарского края.
Входит в состав Ковалевского сельского поселения.
В посёлке расположен конный завод «Восход», один из старейших и крупнейших конных заводов России.

## География

### Улицы
- ул. 1 Конная
- ул. 2 Конная
- ул. 22-го Партсъезда
- ул. 25-го Партсъезда
- ул. Гагарина
- ул. Новокубанская
- ул. Садовая
- ул. Школьная
- ул. Зелёная
- ул. Тупиковая
- ул. Кирпичная
- ул. Сосновая
- ул. Тихая
- ул. Набережная
- ул. Будённого
- ул. Виноградная
- ул. Дамбовая
- ул. Карьерная
- ул. Крайняя
- ул. Кропоткина
- ул. Лесная
- ул. Молодёжная
- пер. Молодёжный
- ул. Новая
- ул. Титова
- ул. Полевая
- ул. Привольная
- ул. Беговая
- ул. Строительная
- ул. Мира
- ул. Южная
- пер. Южный
- ул. Горбатко

## Население
| 2002 | 2010  |
| ---- | ----- |
| 2623 | ↗2860 |